# Jami' Tirmidhi
Jami' Tirmidhi is het vierde van de zes grote Hadithboeken (Kutub Al-Sittah) binnen de soennitische islam, verzameld door Tirmidhi. Het boek bevat ongeveer 3956 hadith, verdeeld over 50 hoofdstukken. Imam Tirmidhi deed er 20 jaar over om hadith te verzamelen en dit boek samen te stellen.